# Lac de Port-Bielh
Le Lac de Port-Bielh, ou lac de Bastan, est un lac de montagne, d'origine glaciaire, oligotrophe, situé dans un vallon (ouvert vers le sud et retenu par un verrou glaciaire) du massif granitique de Néouvieille, à 2 285 m d'altitude, dans les Pyrénées française. Il est dit de type dimictique et subpolaire. Il n'y a pas d'arbres dans le bassin hormis quelques pins à crochets (Pinus uncinata). Des blocs granitiques forment la proximité des rives et le fond à près de 20 m de profondeur est couvert d'une couche de vase très fluide. 
C'est l'un des lacs de montagne isolés scientifiquement les plus étudiés, par la Station biologique du lac d'Orédon notamment.

## Toponymie
En occitan, port bieilh  signifie le vieux passage.

## Géographie
Ce lac fait partie d'un ensemble situé dans les deux bassins principaux d'Orédon et de l'Ouïe (formé par la réunion des 3 vallons d'Estibère, de Port-Bielh et de Bastan).
|                               | Crête de Port-Bielh                                 |                         |
| Pic d’Aygues-Cluses (2 620 m) | lac de Port-Bielh                                   |                         |
|                               | Lac de Bastanet inférieur Lac de Bastanet supérieur | Pic de Bastan (2 715 m) |

### Hydrologie
Ce lac n'est alimenté que par un petit bassin versant de 200 ha (12 fois seulement la superficie du lac). L'eau provient essentiellement de la fonte des neiges puis en été de petites sources d'éboulis à l'est des rives du lac. En hiver sous la glace le fond devient relativement anoxique. Le pH de l'eau est toujours basique. L'eau est faiblement minéralisée, mais le taux de fer, de calcium et magnésium augmente près du fond en hiver. Il reçoit parfois des apports parfois importants de poussière saharienne (ex. : 2 tonnes environ en février 1972 selon Bûcher et Lucas lors du passage d'un « nuage rouge » venu d'Afrique).

## Protection environnementale
Le lac fait partie d'une zone naturelle protégée, classée ZNIEFF de type 1.

## Sédiments
Le sédiment est réputé être la mémoire des retombées aériennes et de la vie du lac, un substrat pour de nombreuses espèces benthiques et un lieu de stockage de carbone, il a à ce titre fait l'objet de diverses études (des variations verticales de ses composantes physiques, chimiques et faunistiques, via des carottages de sédiment, y compris dans la zone profonde du lac. 
Lors de ces études, les sédiments du Lac de Port-Bielh se montrent particulièrement fins et meubles surtout dans les 40-50 premiers centimètres (en profondeur les particules qui le composent sont à 100 % plus petites que 50 µm, au point qu'il a fallu créer un carottier spécial pour les étudier). 
Et contre toute attente la nature chimique de ce sédiment ne reflète pas la composition chimique du bassin-versant (traduisant une importante migration des ions en solution). 
Dans la colonne sédimentaire, la densité maximale de peuplement est sans surprise située dans les couches superficielles, mais avec des variations significatives selon les groupes. plus de 75 % de la faune vit dans les 5 premiers cm de sédiment (de couleur gris-rouille alors qu'il est plus gris puis un peu verdâtre plus en profondeur), et près de 90 % est dans les 10 premiers cm. Dans l'eau surnageante du carottage contient 8,5 % du peuplement.

## Écologie

### Faune aquatique
Elle comprend notamment des cladocères (avec, par exemple, près des berges : Alona affinis, Alona quadrangularis, et dans la zone littori-profonde : Eurycercus lamellatus, Acroperus harpae, Simodephalus veulus, Ilyocryptus sordidus), des crustacés et des larves aquatiques d'insectes, groupes qui ont pu être étudiés à plusieurs reprises in situ par l'introduction et l'étude de substrats artificiels (après qu'ils eurent été colonisés par des invertébrés du lac).

### La faune benthique

#### Les chironomes
Le sédiment fin et liquide du lac est notamment exploité par les larves de plusieurs espèces de chironomes (Diptères) :
- Psectrocladius sordidellus et Zavrelimyia mêlanura abondants dans la zone littori-profonde (7-19 mètres)[9] ; le fond est riche en larves de chironomes qui jouent un rôle important dans le réseau trophique et la structuration du sédiment[10] ;
- Chironomus commutatus (espèce semivoltine) y est très abondant puisqu'au moment du dégel en 1972 il constituait 40,5 % de la biomasse des Chironomides et 26,5 % de celle du macrobenthos[11] ; sa production annuelle nette a été évaluée en 1971-72 à 6,29 kg de poids sec par hectare, ce qui classe cet animal au second pour la productivité animale benthique littori-profonde du lac[11]. 36 % de cette biomasse a été estimée « perdue » pour l'écosystème lacustre au moment de la  nymphose (30 %) et de l'émergence des adultes (6 %), au profit des insectivores aériens et terrestres. Néanmoins les truites (Salmo trutta fario L.) utilisent un peu plus de 10 % de la production de larves et nymphes au cours de leur ascension (soit 49 kg en poids frais de moustiques consommés pour les 10,5 ha de la zone 7-19 m de profondeur)[11].

#### Autres espèces animales
Dans les années 1970, le mégaloptère Sialis lutaria y était aussi très abondant dans la zone littori-profonde (7-19 m).

#### Flore aquatique

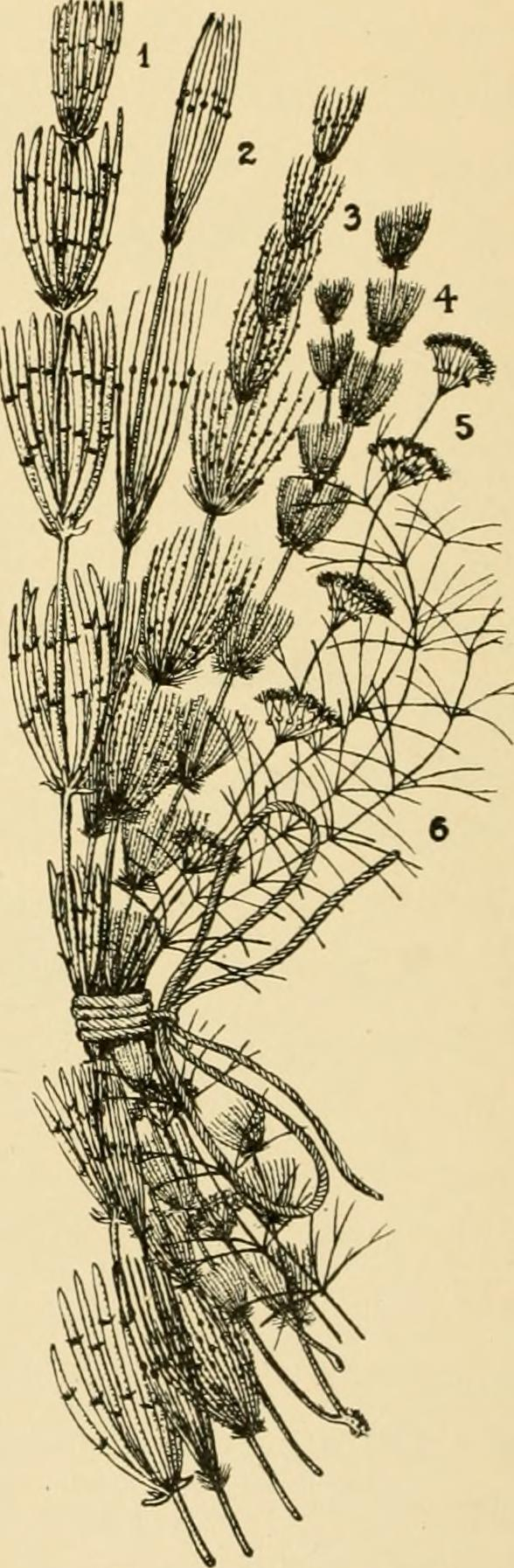
Nitella flexilis joue un rôle majeur dans la productivité écologique du lac de port-Bielh.

Le lac abrite des microalgues monocellulaires mais aussi un importante communauté algale benthique (algues croissant sur le fond ou près du fond) dont on a montré dans les années 1970 qu'elles contribuent dans ce lac à environ 30 % de la productivité primaire du lac.
Les scientifiques ont mesuré la biomasse et la productivité des algues lithophytiques (poussant sur des pierres submergées) de la zone littorale lacustre (0-6 m) et celle de Nitella flexilis qui recouvre presque tout le sédiment de la zone littori-profonde du plan d'eau (6-19 m). En été, ces deux catégories d'algues constituaient une biomasse environ 140 fois supérieure à la biomasse moyenne de phytoplancton. En particulier Nitella flexilis comptait pour 80 % de la biomasse algale benthique. Son taux de chlorophylle variait, en partie en fonction de la luminosité ambiante. 
Des substrats artificiels ont été plongés dans le lac. Ils ne sont pas parfaits pour mesurer la productivité en périphyton mais indiquent une productivité 10 fois moindre en zone littorale qu'en zone littori-profonde. Les mesures, au carbone 14 du taux d'assimilation de Nitella flexilis et des algues subaquatiques épiphytes ont montré des mécanismes de compensation par le développement du périphyton et un ajustement des taux de Chlorophylle, faisant que l'activité photosynthétique était finalement peu dépendante de la lumière apporté par le soleil dans le lac.